# Lallé (Siglé)
Pour les articles homonymes, voir Lallé.
Lallé est une commune rurale située dans le département de Siglé de la province de Boulkiemdé dans la région du Centre-Ouest au Burkina Faso.

## Éducation et santé
Le centre de soins le plus proche de Lallé est le centre de santé et de promotion sociale (CSPS) de Siglé.